# کاتسیارینا هالکینا
کاتسیارینا هالکینا (به انگلیسی: Katsiaryna Halkina) ژیمناست زادهٔ ۲۵ فوریهٔ ۱۹۹۷ میلادی اهل کشور بلاروس است.